# The Kottonmouth Xperience Vol. II: Kosmic Therapy
The Kottonmouth Xperience Vol. II: Kosmic Therapy — компіляція американського реп-рок гурту Kottonmouth Kings, видана лейблами Subnoize Records і Capitol Records 15 квітня 2008 р. Арт-дирекція, дизайн: Кейсі Квінтл. Фотографи: Патрік Екс, Блейк Бекмен, Девін Дегевен, Кріс Флорес, Джеймі Міранда, Дерек Пленк, Баррі Андегілл, Рікі Водка. Виконавчі продюсери: Daddy X, Кевін Зінґер. Скретчі: «P Nice» Діллетт. Анімація: Джозеф Александр Реіа.

## Список пісень
1. «Intro» — 0:57
2. «Echoes and Spirit Guides» — 3:10
3. «Super Duper High» — 5:05
4. «Growin Ganja» — 3:09
5. «Keep Smilin» — 3:51
6. «New Weed Order» — 3:27
7. «Smoked Out» — 3:54
8. «Down That Road» — 3:31
9. «Somewhere Between Nowhere» — 4:40
10. «Sunsplash» — 2:51
11. «Radical Habits» — 2:48
12. «Still Ballin» — 3:53
13. «Dragon Slayer» — 2:53
14. «Ride or Die» — 3:24
15. «Freedom Time» — 4:00
16. «Krazy Train» — 2:47
17. «Stoner Dub» — 5:22

## Чартові позиції
| Чарт (2008)           | Найвища позиція |
| --------------------- | --------------- |
| US Independent Albums | 45              |